# خوانیتو ناوارو
خوانیتو ناوارو (اسپانیایی: Juanito Navarro‎؛ ۸ ژوئیه ۱۹۲۴ – ۱۰ ژانویهٔ ۲۰۱۱) بازیگر اهل اسپانیا بود.
از فیلم‌هایی که وی در آن نقش داشته‌است، می‌توان به خاور باختر، امکانش هست؟، تورنته ۴: بحران مرگبار و تورنته ۲: مأموریت در ماربیا اشاره کرد.